# 李菁 (聽障教師)
李菁（英文名︰Li Ching，1981年10月31日—2008年3月1日），香港出生，是一名已故聾人教師。她一歲半時因為發高燒，得不到適當的醫治，導致嚴重失聰。

## 簡歷
李菁於1981年10月31日出生於香港一個貧窮的新移民家庭，當時全家居住荃灣白田壩新村的木屋區。由於家境貧窮，居住環境惡劣，家人被逼將她送回鄉間讓親友照顧。一個月後，因她持續發燒及腹瀉，家人將她接回香港，發現她已經因鄉間庸醫的施藥失當（用了過量的抗生素，以致損害了聽覺神經），導至兩耳失聰，到了兩歲仍不會說話。
李菁幼年在香港聾人福利促進會的學前幼兒班接受良好的學前教育。由於她是為數極少能像普通人般說話的聽障兒童，所以她能升讀普通小學：基浩小學上午校。父親為了她，轉職到屋村內的酒樓當侍應，侍應工作有下午落場的時間，可以用來教導李菁學習和功課。由於李菁小學的成績優異，她能升讀區內一間頗有名氣的英文中學。但由於父親不會英文，在學校亦得不到支援，她一年後被逼離開該英文中學，轉到何文田官立中學弱聽班重讀中一。在弱聽班她成績優異，課餘更開始學習中國象棋。1997年，她告別弱聽班，在原校的普通班升讀中四。
1998年，李菁參加「第十一屆全港中學生校際中國象棋賽」，奪得女子組個人亞軍。之後她參加了「1998/99年度全港中學生中國象棋個人賽」，取得殿軍。1998日年暑假，她在廣州市二沙島省體育訓練基地接受訓練。
1999年，李菁在何文田官立中學完成中五，她每年的成績都是全班第一。在同年的中學會考中，李菁獲得 2A、3B、2C 共 25分 的佳績，打破歷屆聽障人士會考分數最高紀錄，更被傳媒譽為「聾人狀元」。
1999年，李菁以交換生身份入讀美國高中學校就讀十二班，成績名列前茅。課餘時，她跟接待家庭的爸爸學習國際象棋，由於她有中國象棋的根底，她國際象棋的能力進步神速，學校更派她參加全鎮五所中學的校際賽，結果贏得冠軍。之後更加入當地國際象棋總會。2000年，她被棋會派往參加猶他州國際象棋大賽，奪得女子個人亞軍，成為當地的「女棋王」。
2000年5月，李菁返回香港，她同時獲得猶他州州立大學及香港嶺南大學取錄。她選擇入讀香港嶺南大學社會科學系，主修國際政治及經濟事務。。
2004年，她以二等甲級榮譽於畢業於嶺南大學。畢業後她求職時因聽障受盡挫折，寄出逾二百封求職信，最後僅獲痙攣協會聘任為文員。
2007年，香港中文大學語言學及現代語言學系負責人看過她奮鬥向上的故事，主動邀請她當兼職教師，從事研究及協助弱聽小朋友。同年10月，她和父親李光興透過宣明會，開始助養內地一名貧困兒童。
2008年，李菁因長久在社會找不到工作和自己的價值，在不堪壓力下，她終於在2008年3月1日，留下千字遺書，由九龍愛民村衛民樓22樓一躍而下，自殺身亡。
李菁遭受歧視可在其《龍耳》的文章中看到︰
|                  | - 沒有人知道為甚麼，只知道我是聾的。連我也不清楚自己怎麼會聾了，我以為自己是一條龍，來到世界接受割耳的手術，可是，我一直找不到龍耳。 - 龍要有尊嚴，沒人能欺負龍。我的覺悟，是在那天的保母車上，一個十多歲的男孩對我笑嘻嘻的說：『你的耳機可以給我看嗎？』他的眼神並不冰冷，可是裡面充滿了嘲弄。 |
| ——李菁，《龍耳》 | |

## 獎項
2000年，她從美國回港，加入香港國際象棋總會，先後代表香港出征菲律賓、伊朗和希臘青少年錦標賽，成為少數香港少年女棋手之一。她曾在香港及國際象棋賽獲得獎項︰
| 年份   | 象棋賽名稱                                  |
| ------ | ------------------------------------------- |
| 1999年 | 美國大學邀請賽 12 年級第 1 名               |
| 1999年 | 美國州際女子賽第 2 名                       |
| 2000年 | 代表所屬院校到深圳參加校際國際象棋比賽      |
| 2000年 | 香港國際象棋分齡挑戰賽第 5 名               |
| 2000年 | 香港青少年國際象棋公開賽 (19歲以下) 第 2 名 |
| 2001年 | 亞洲區區際賽第 12 名                        |

## 傳媒報導
2002年7月，李菁就讀香港嶺南大學二年級時，得到獎學金贊助購買助聽器，但有一次她跑步後遺失，向福利機構借一部助聽器，但戴那部助聽器時會覺得辛苦和頭暈。由於助聽器售價昂貴，無力支付一筆購買助聽器的費用，她的父親李光興盼獲善長慷慨捐助購買，應付她的學習需要。
2008年，李菁離世後，父親李光興首次瀏覽女兒生前的網誌，看到她的文章後，才知道她一直努力完成自己的期盼，但在社會中飽受歧視與挫折，令最終走上輕生的不歸路。為傳遞不盡的思念，排解難言的哀傷，李光興學習使用電腦，執筆延續女兒遺下的網誌，每天向她送上一封家書。
2013年7月，失明及弱聽的香港中學文憑考試考生曾芷君，取得3科5**的成績，令社會關注殘障人士就業難的問題。李菁的家人表示殘障人士即使學歷高亦難找工作，顯示社會仍然歧視他們。她亦表示有不少老闆開始願意聘請聾人及弱聽人士，但仍要繼續努力，爭取社會改變。
2013年8月，李菁的家人接受壹週刊訪問，她成立聾人組織「龍耳」，推廣手語教育，替聾人就業配對。她多年以後才發現，李菁是自殺，也是被社會集體謀殺的。
2013年10月，李菁的家人接受香港有線電視訪問，她表示李菁曾形容自己是一條沒有耳朵的龍，最後選擇放棄生命。她將喪妹之痛化為原動力，成立慈善機構「龍耳」，幫助更多同樣有聾人及弱聽朋友。
在2018年6月，香港中文大學手語及聾人研究中心總監鄧慧蘭接受香港01的訪問，提及李菁是該中心的員工，李菁的故事不時縈繞在她的心中。

## 成立慈善基金
李菁離世後，有兩間大學分別為她設立慈善基金，去幫助傷殘人士，達致「傷健共融」的理念。

### 李菁紀念基金
2008年3月，香港嶺南大學為了喚起社會對聾人及弱聽人士的關注，成立「李菁紀念基金」，並決定將李菁生前的生活照及文章，結集成《凝望—君看雙眼色，不語似無愁》一書。

### 李菁聾健共融基金
2008年3月，李菁曾任職研究助理的香港中文大學手語及聾人研究中心成立「李菁聾健共融基金」，延續她樂於助人美意。

## 成立慈善機構
2008年7月，李菁的家人與邵日贊成立慈善機構「龍耳」，協助聾人及弱聽人士融入社會。李菁的父親李光興是名譽顧問之一。
2012年4月，龍耳接受多個電視節目的訪問，講述成立的原因。

## 《細聽我心聲》書刊
由於李菁事件發生後，社會上越來越多人開始關注聾人及弱聽人士。有見及此，李菁聾健共融基金於2010年贊助《細聽我心聲》的徵文比賽。徵文比賽是由慈善機構「龍耳」主辦，得到《國際獅子總會中國港澳 303 區青年獅子區會》的支持。比賽的目的是讓聾人及弱聽學生及在職人士藉著自身的經歷，表達聾人及弱聽人士的心聲，並藉此推廣融合教育的理念。《細聽我心聲》為香港第一本由聾人及弱聽人士寫下他們過往求學及家長陪伴聾童的心路歷程之書刊，一眾得獎聾童及家長期望各界可透過他們的作品多了解聾人。
自從《細聽我心聲》的書刊推出後，引起社會上很大的迴響，此書刊獲教育局常任秘書長委任的一個委員會 － 《家庭與學校合作事宜委員會》上載其網頁。
由於反應熱烈，「國際獅子總會中國港澳 303 區青年獅子區會」和「龍耳」於2011年再度合作，再次舉辦《聲空奇遇》徵文比賽，希望藉著一系列的活動宣揚共融訊息，透過文字讓社會大眾了解聾人及弱聽人士的心聲，鼓勵社會大眾以積極正面的文字，勉勵聾人及弱聽人士活出積極及精彩的人生，為社會大眾與聾人及弱聽人士創造彼此溝通和了解的機會。

## 【用心聽 聾健共融】通識教材套
在2013年，龍耳製作【用心聽 聾健共融】通識教材套，希望透過結合聾人及弱聽人士生活經驗、社會機構的服務經驗及社會諸事百態以梳理出聾人及弱聽社群生活上所面對的種種問題，並透過資料的整理，讓學生能夠從中了解社群的特徵及生活文化，從而培養出公民視野，推動社會發展。

## 父親出版《假如女兒沒有跳下去》書籍作懷念
在2013年10月，李光興把女兒自殺的衝擊，寫成《假如女兒沒有跳下去》一書，是希望世人知道，自殺不能了結一切，希望讀者在此以外突破生命的難關，重燃希望。他亦將此書送給特首梁振英、食物及衞生局局長高永文和勞工及福利局局長張建宗，期望喚起香港政府對抑鬱症的關注，培訓更多精神科醫生。此書榮獲由香港教育專業人員協會及康樂及文化事務署舉辦第 26 屆中學生好書龍虎榜的「十本好書」之一。

## 外部連結
- 李菁《凝望 — 君看雙眼色，不語似無愁》書集（页面存档备份，存于）
- 李菁《凝望 — 君看雙眼色，不語似無愁》網誌